# Buntwaran
Der Buntwaran (Varanus varius) ist eine in Australien heimische Art der Warane (Varanus). Sie bewohnt bewaldete Gebiete im Osten Australiens und ist sowohl boden- als auch baumbewohnend. Wie alle Warane ist der Buntwaran ein tagaktiver Einzelgänger und wie die meisten Waranarten ein Fleischfresser.

## Merkmale

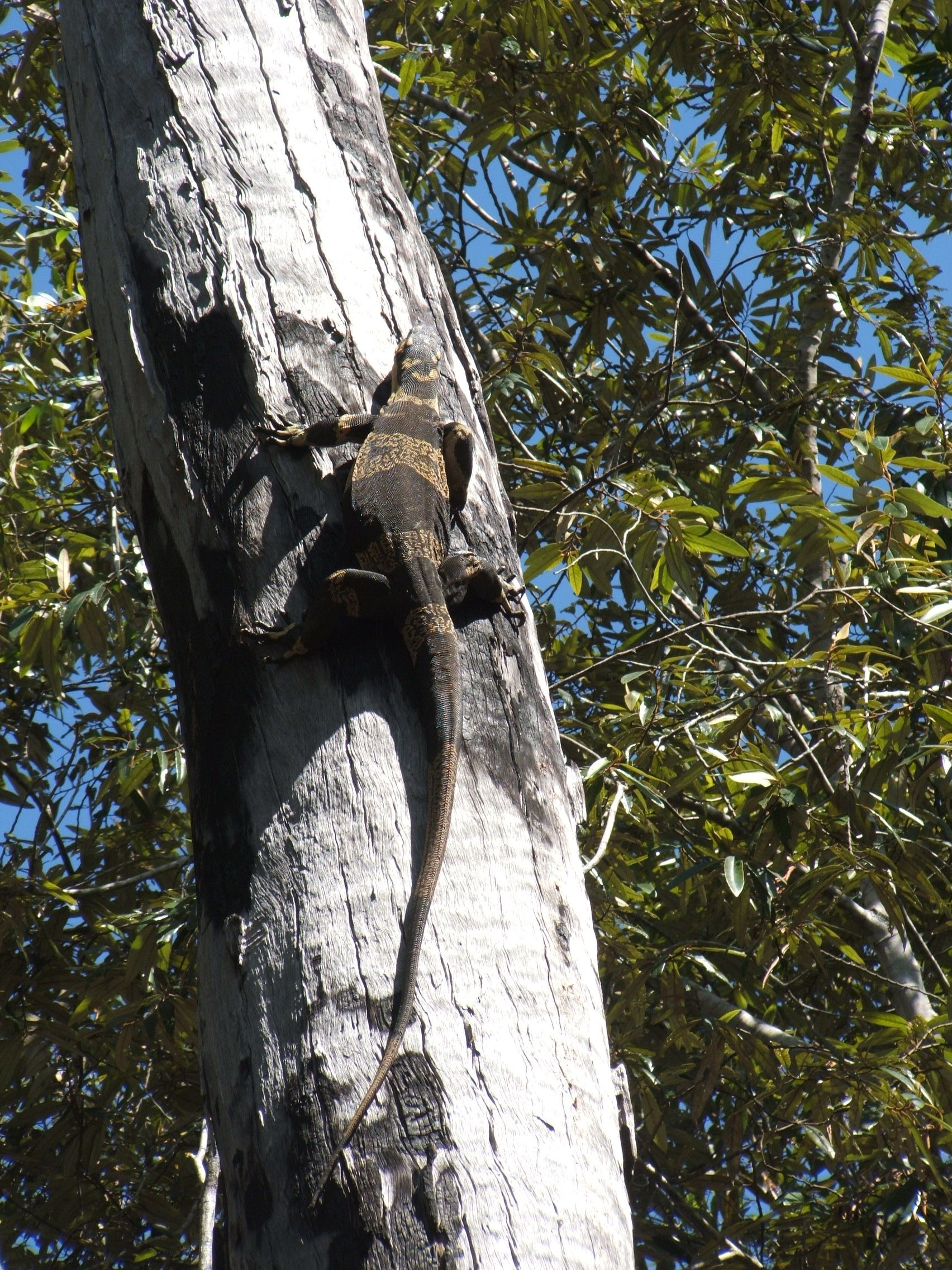
Bells Waran, Fraser Coast (Queensland).

Der Buntwaran wird bis zu 2 Meter lang und wiegt bis zu 14 Kilogramm. Dabei sind Weibchen kleiner als Männchen und erreichen Gesamtlängen von maximal 1,5 Metern. Die größte nachgewiesene Kopf-Rumpf-Länge für den Buntwaran ist 76,5 cm, normalerweise bleibt die Art jedoch kleiner. Die Nasenlöcher liegen seitlich und sind näher an der Schnauzenspitze als am Auge. Um die Mitte des Rumpfes sind etwa 200 Schuppenreihen angelegt. Der lange Schwanz ist recht schlank. Sein Querschnitt ist am Ansatz rund, wird jedoch Richtung Schwanzspitze mehr dreieckig und seitlich zusammengedrückt. Auf der Oberseite des Schwanzes finden sich zwei Schuppenkiele.
Der auf der Körperoberseite dunkelgraue bis trübblaue Buntwaran ist mit zahlreichen cremefarbenen Punkten gezeichnet, die gepunktete oder teils auch durchgehende Bänder bilden. Am Kinn finden sich auffällige schwarze Streifen. Der Schwanz weist am Ansatz auf dunkler Grundfarbe schmale helle Bänder auf, die zum Ende des Schwanzes hin breiter werden. Große Buntwarane sind oft dreckig und sehen auf Distanz daher nicht selten einheitlich dunkelbraun bis grau aus. Jungtiere sind viel heller und deutlicher gezeichnet als Alttiere.
Es existiert eine Morphe, die mit sehr breiten gelben und schwarzen Bändern gezeichnet ist, sie wird als „Bells Waran“ (bells monitor) bezeichnet. Der Bells Waran bewohnt das westliche New South Wales und Nord-Victoria westlich der Great Dividing Range sowie trockene Gebiete von New South Wales und Queensland. Er kommt sympatrisch mit der normalen Farbform vor.

## Verbreitung und Lebensraum
Das Verbreitungsgebiet des Buntwarans umfasst einen von der Kap-York-Halbinsel bis in den Süden von Victoria reichenden Küstenstreifen. Im südlichen Verbreitungsgebiet dringt der Buntwaran tiefer ins Landesinnere vor: In New South Wales bis Broken Hill, und noch weiter südlich dehnt die Art ihre Verbreitung westwärts bis nach South Australia aus. Diese Warane bewohnen vorwiegend bewaldete Gebiete im Flachland, erreichen jedoch stellenweise auch Höhen von 800 Metern über Meeresniveau. Im nördlichen Teil der Ausbreitung bewohnen Buntwarane neben lichteren Wäldern auch dichte, tropische Wälder, während im Rest des Verbreitungsgebiets eher offene Baumsavanne (woodlands) bevorzugt wird. Im trockeneren Inland konzentrieren sich Buntwaran-Vorkommen auf bewaldete Ufer von Flüssen, etwa um den Murray River und Darling River. Weiter im Süden bieten gemäßigte Wälder dem Waran einen Lebensraum.

## Lebensweise

### Aktivität
Wie alle Warane ist der Buntwaran ein tagaktiver Einzelgänger. Buntwarane halten sich einerseits oft am Boden auf, sie sind aber auch sehr gute Kletterer und werden oft als baumbewohnend bezeichnet. Buntwarane können zwar schwimmen, nutzen diese Fähigkeit aber nur selten. Die Nacht verbringen Buntwarane in Bauen oder Baumlöchern, etwa zwei Stunden nach Sonnenaufgang verlassen die Echsen ihren Bau. Die Aktivitätsspitzen liegen im Sommer am Vormittag und Nachmittag, denn wegen hoher Temperaturen sind die Warane über den Mittag weniger aktiv. Während etwa 8,5 % der sonnigen Tageszeit zeigen Buntwarane Bewegungsaktivität. Im Großteil seines Verbreitungsgebietes ist der Buntwaran das ganze Jahr über an sonnigen Tagen aktiv, auch wenn sie im Winter erst später aus ihren Bauen kommen und sich die Aktivität auf die Mittagszeit konzentriert. An vielen Wintertagen verlassen Buntwarane überhaupt nicht ihren Bau, während dieser Jahreszeit zehren die Tiere von Fettreserven.
Der Buntwaran ist zu effektiver Thermoregulation durch Sonnen etc. befähigt und weist im Freiland meist Körpertemperaturen von 32,8 bis 36,4 °C auf. Niedrigere Temperaturen beschränken im Winter die Aktivität des Buntwarans; zwar können sie selbst bei 16 °C Lufttemperatur durch Sonnen 38 °C Körpertemperatur erreichen, aber diese fällt zu schnell ab, wenn der Buntwaran zur Nahrungssuche den Sonnenplatz verlässt.

### Aktionsräume und Sozialverhalten

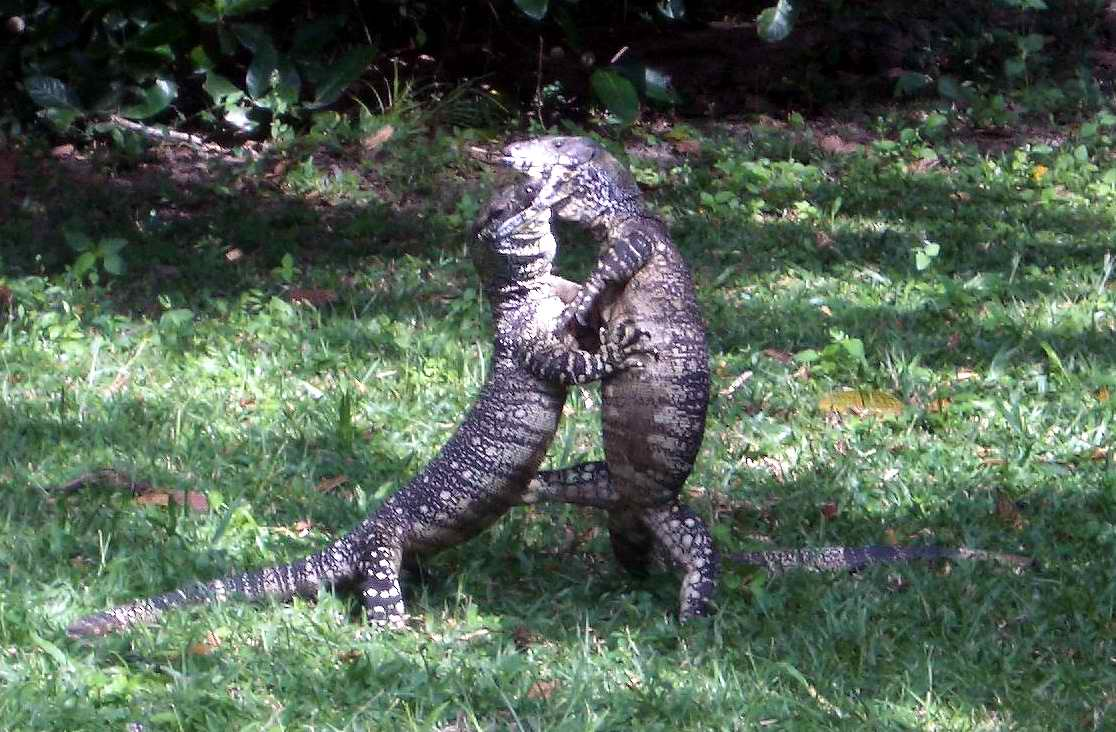
Kommentkampf von Buntwaranen in Cooktown, (Queensland)

Aktionsräume und Bewegungen von Buntwaranen wurden durch Radiotelemetrie bei einer Population in der Nähe des Lake Burrendong in New South Wales erforscht. Rechnet man nur die Strecken zwischen den durch Sendersignalen vermittelten Aufenthaltsorten, so legen Buntwarane im Sommer durchschnittlich 335 Meter pro Tag zurück. Im Herbst beträgt dieser Wert 114 Meter, im Winter 57 Meter und im Frühling 187 Meter. Im frühen Sommer, zur Paarungszeit, legen Männchen auf der Suche nach Weibchen große Distanzen von oft mehr als einem Kilometer pro Tag zurück. Die Aktionsräume im Sommer sind 107,5–387 Hektar groß und nehmen im Winter auf 5 % ihrer normalen Größe ab. Der Aktionsraum eines Warans bleibt über sein Leben offenbar recht konstant.
Auch wenn Buntwarane primär Einzelgänger sind, überlappen sich ihre Aktionsräume stark. Gelegentlich finden sich auch mehrere Exemplare auf ein und demselben Baum oder fressen am selben Kadaver. Andererseits sind auch typische Waran-Kommentkämpfe beim Buntwaran beobachtet worden. Diese Kämpfe führen andere Warane meist um eine Ressource wie etwa Aas oder einen Fortpflanzungspartner; beim Buntwaran liegen über dieses Verhalten jedoch nur spärliche Beobachtungen vor, der Grund für die Auseinandersetzungen ist bei dieser Art daher nur unzureichend bekannt.

### Ernährung
Der Buntwaran ist ein Fleischfresser, dessen Beute Säugetiere, Vögel, Reptilien, Reptilieneier und Insekten einschließt. Auch Aas verschmäht er nicht. In weitgehend naturbelassenen Wäldern machen offenbar baumbewohnende Beutelsäuger (possums) wie der Östliche Ringelschwanzbeutler (Pseudocheirus peregrinus) den Großteil der Nahrung aus, und die restliche Nahrung besteht insbesondere aus Aas von bodenbewohnenden Beuteltieren wie Wallabys sowie Insekten aller Entwicklungsstadien. In von Menschen veränderten Lebensräumen hingegen fehlen zahlreiche der üblichen Beutetiere, und der Buntwaran bindet viele eingeführte Tierarten (Neozoen) wie etwa Kaninchen in seine Nahrung ein. Insbesondere das Aas dieser eingeführten Säugetiere sowie im Straßenverkehr umgekommene Tiere (roadkills) dominieren dann die Ernährung. In Städten und bei Campingplätzen durchstöbern sie auch Müll nach Nahrung, was zu gesundheitlichen Problemen bei der Echse führen kann.
Der Buntwaran ist ein aktiver Jäger und sucht große Gebiete züngelnd nach Beute und Aas ab. Baumbewohnende Säugetiere sind für den gut kletternden Buntwaran leichte Beute, da sie nachtaktiv sind und die Echse sie somit leicht überfallen kann. Da wie bei allen Waranen der Schädel kinetisch ist, kann der Buntwaran große Beutetiere im Ganzen verschlingen – teilweise von bis zu 42 % seines eigenen Körpergewichts.